# Rafael Barrett
 (juin 2019).
Si vous disposez d'ouvrages ou d'articles de référence ou si vous connaissez des sites web de qualité traitant du thème abordé ici, merci de compléter l'article en donnant les références utiles à sa vérifiabilité et en les liant à la section « Notes et références ».
Pour les articles homonymes, voir Barrett.
Œuvres principales
- El postulado de Euclides
- Las voces del Ticino
- Moralidades actuales

Rafael Barrett, dont le nom complet est Rafael Ángel Jorge Julián Barrett y Álvarez de Toledo, né à Torrelavega (Cantabrie, Espagne) le 7 janvier 1876 et mort à Arcachon (France) le 17 décembre 1910, est un écrivain et journaliste espagnol dont la carrière se déroule principalement au Paraguay. Il est une figure importante de la littérature paraguayenne du XXe siècle. Il est principalement connu pour ses nouvelles et ses essais philosophiques empreints d'un vitalisme qui anticipe l'existentialisme. Barrett est également connu pour ses plaidoyers philosophico-politiques en faveur de l'anarchisme.

## Biographie

### Jeunesse
Rafael Barrett naît dans une famille fortunée hispano-anglaise. Son père est George Barrett Clarke, originaire de Coventry et sa mère est María del Carmen Álvarez de Toledo y Toraño, membre de la noblesse (Maison d'Albe) et originaire de Villafranca del Bierzo (province de León). À l'âge de vingt ans, Rafael Barrett part à Madrid poursuivre ses études d'ingénieur. Il y fait la connaissance de Valle-Inclán, Ramiro de Maeztu et d'autres membres de la Generación del 98.
À Madrid, il vit comme un fils à papa et un dandy, en bretteur notoire et belliqueux, changeant de femme comme de chemise, fréquentant les casinos et visitant les salons littéraires de Paris et Madrid.
Ses accès de colère fréquents provoquèrent une altercation en 1902 avec un membre éminent de la noblesse, le duc d'Arión, qu'il agressa en pleine session de gala du Cirque de Paris. Le duc d'Arión était président du Tribunal d'honneur qui avait inhabilité Barrett à se battre en duel avec l'avocat José María Azopardo qui l'avait calomnié. Tout cela suscite un scandale alors qu'il est âgé de 26 ans.
Cette situation l'amène en 1903 à se rendre en Argentine où il commence à écrire pour divers journaux, puis au Paraguay où il s'établit finalement à l'âge de 29 ans. En octobre 1904, il débarque à Villeta (Paraguay) comme correspondant du journal argentin El Tiempo afin de couvrir la révolution libérale qui était en train de se produire. Barrett entre en contact avec les jeunes intellectuels qui avaient adhéré à la révolution. Au Paraguay, il fonde une famille et, selon ses propres paroles, il devient "bon". Quelques années après il débarque au Brésil lors d'un exil forcé, et en Uruguay.

### Sa carrière littéraire
Son passage en Argentine, en Uruguay et en particulier au Paraguay eurent une grande inflence dans sa formation comme écrivain alors qu'il effectuait parallèlement ses travaux journalistiques. Ruiné financièrement, il n'hésite pas à adhérer à la cause des plus démunis usant de sa plume effilée contre l'injustice sociale. D'une certaine manière, sa descente aux enfers de la misère lui évite une vie fausse et lui permet d'entreprendre la noble tâche d'améliorer le sort d'autrui.
Ses écrits sont fortement influencés par les conditions de vie misérables qui régnaient dans une grande partie d'Amérique du Sud. Barrett se consacre au journalisme de protestation sociale. Son virage vers des positions nettement anarchistes lui cause des problèmes non seulement avec les classes supérieures et le gouvernement du Paraguay (où il fut emprisonné plusieurs fois) mais aussi avec beaucoup d'intellectuels paraguayens qui lui tournent le dos.

### Son œuvre
L'œuvre de Rafael Barrett est généralement peu connue. Courte, sans système établi comme sa propre vie, elle fut publiée presque intégralement dans des journaux du Paraguay, d'Uruguay et d'Argentine. Néanmoins, sa pensée a exercé en Amérique latine, et plus particulièrement dans la zone du Río de la Plata, une influence notable. Même s'il s'agit d'une influence quelque peu souterraine, elle fut suffisamment forte pour que Ramiro de Maeztu le considère comme "une figure dans l'histoire de l'Amérique".
Certaines de ses idées littéraires centrales entrent dans le cadre du régénérationnisme. Il est évident, dans ces quelques exemples, la coïncidence de Barrett avec le ton caractéristique de la vague "régénérationniste" qui inonda la pensée espagnole à la suite du « désastre » de 1898 et qui eut comme principales figures des gens comme Costa, Picavea, Isern, etc., et son point culminant dans la presse avec l'article « Sin pulso » publié dans El Tiempo, organe de l'opposition conservatrice, le 16 août 1898. Les constantes métaphores médicales, l'assimilation de l'Espagne à un pays gravement malade, la conviction que la défaite militaire était le symptôme de maux plus graves et plus profonds, l'étonnement face à l'absence de réaction d'un peuple qui a été la victime inutile d'une défaite lamentable, le diagnostic d'un effondrement progressif du pays et la nécessité d'un « sauvetage » (terme piégeux en politique). « La douleur paraguayenne » de Barrett « reflète l'amour profond qu'il sentait pour le peuple paraguayen ; cet amour, cette préoccupation pour les gens du peuple, est une constante qui se rattache au style de 98 ».
Les écrits de Barrett sont d'une qualité intrinsèque notable. D'après José María Fernández Vázquez, s'il avait eu plus de temps pour développer son œuvre, "style littéraire et la vigueur idéologique auraient créé un des corpus littéraires les plus intéressants du continent américain".

## Réception de son œuvre
Trois des plus grands écrivains sud-américains ont montré une profonde admiration pour l'œuvre de Rafael Barrett et l'influence qu'elle eut sur eux.
Au Paraguay, Augusto Roa Bastos a dit : « Barrett nous a appris à écrire à nous autres écrivains paraguayens d'aujourd'hui; il nous a introduit vértigineusement dans la lumière rasante et en même temps nébuleuse, presque fantasmagorique, de la "réalité qui délire" de ses mythes et contre-mythes historiques, sociaux et culturels. »
En Argentine, Jorge Luis Borges disait dans une lettre à son ami Roberto Godel : « Puisque nous en sommes à parler de thèmes littéraires, je voudrais savoir si tu connais ce grand écrivain argentin, Rafael Barrett, esprit libre et audacieux. Avec des larmes dans les yeux et à genoux je te demande que tu ailles droit chez Mendesky - ou dans n'importe quelle librairie - demander un exemplaire de Mirando la vida de cet auteur. C'est un livre génial dont la lecture m'a consolé des niaiseries de Giusti, Soiza O'Reilly et de mon cousin Alvarito Melián Lafinur. »
En Uruguay, José Enrique Rodó, qui connut Barrett à Montevideo, fut impressionné par ses articles dans la presse.
Selon Francisco Pérez-Maricevich, trois aspects marquent la différence entre Barrett et d'autres maîtres de la littérature. Premièrement, la ténacité de sa position critique face au présent; deuxièmement, sa vision strictement morale de la condition humaine et son exaltation des valeurs sociales supérieures qui mènent à la perfection de l'homme; et troisièmement, la profondeur de ses principes et la solidité théorique de ses concepts.
Les textes de Barrett, en plus de son engagement singulier avec son temps et ses circonstances, contient une beauté et une valeur esthétique exceptionnelles. L'ironie et le paradoxe, recours essentiellement intellectuels, ne sont pas laissés de côté par l'auteur qui, avec habileté, sensibilité et beauté donne tout son relief à l'œuvre.

## Son anarchisme
La pensée sociale et politique de Rafael Barrett va se transformer au cours des sept années durant lesquelles elle s'exprime. Partant d'un individualisme où confluent des traits vitalistes de type nietzschéen, Barrett aboutit à un anarchisme solidaire pleinement assumé.
Le point d'inflexion dans cette évolution se produit entre la fin de 1906 et le début de 1907. À partir de ces dates, son intérêt pour les thèmes sociaux va croissant et ses positions critiques sont de plus en plus radicales. Ce fut probablement le temps nécessaire pour assimiler la dure réalité sud-américaine (la "douleur paraguayenne") dont le contact va enrichir spirituellement Barrett. L'exubérante et conflictuelle vitalité américaine comblèrent sans doute le vide laissé par les ambiances intellectuelles d'Europe.
C'est à partir de 1908 que Rafael Barret commence à se définir comme anarchiste. Son pamphlet Mi anarquismo est resté célèbre : « Le sens étymologique me suffit : "absence de gouvernement". Il faut détruire l'esprit d'autorité et le prestige des lois. C'est tout. Ce sera la tâche du libre examen. Les ignorants se figurent que l'anarchie est le désordre et que sans gouvernement la société se transformerait en chaos. Ils ne conçoivent pas d'autre ordre que celui imposé extérieurement par la terreur des armes. L'anarchisme, tel que je l'entends, se réduit au libre examen politique. [...] Que faire ? Nous éduquer et éduquer. Tout se résume au libre examen. Que nos enfants examinent la loi et la méprisent ! (Mon anarchisme). »

## Citation
« Les ignorants se figurent que l'anarchie c'est le désordre et que sans gouvernement la société sombre toujours dans le chaos. Ils ne conçoivent d'autres ordres que l'ordre extérieurement imposé par la terreur des armes » - Mi anarquismo, La Rebelión, Asunción, 15 mars 1909.

## Postérité
Le 12 août 1912 à Asunción (Paraguay), un groupe de militants ouvriers et d'intellectuels, dont des membres de la Fédération Ouvrière Régionale du Paraguay, crée le Centre d'Études Sociales Rafael Barrett qui se déclare internationaliste, peut y adhérer tout individu sans distinction de sexe ou de nationalité. L'une des premières réalisations du centre consiste en l'ouverture d'une bibliothèque.

## Œuvres
- (es) Obras completas, deux volumes, Ediciones Tantín, 2010.
- (es) Y el muerto nadó tres días, Libros de Itaca, Madrid, 2014,  (ISBN 978-84-942513-0-6).
- (en) The Woman in Love (version en anglais de La Enamorada), lire en ligne.
- (es) Moralidades actuales, Pepitas de Calabaza, Logrogne, 2010,  (ISBN 978-84-938349-0-6).
- (es) A partir de ahora el combate será libre, Recueil d'articles choisis par Santiago Alba Rico, Madrid, Ladinamo Libros,  (ISBN 84-607-6754-X), lire en ligne.
- (es) La Rebelión, Asunción del Paraguay, 15 mars 1909.
- (es) Hacia el porvenir, Editorial Periférica, Cáceres 2008, préface de Francisco Corral, textes choisis par Bianca María Ansúrez,  (ISBN 978-84-936232-5-8).
- (es) Antología de Rafael Barrett, édition dirigée par Francisco Corral, Ediciones Tantín, 2012,  (ISBN 978-84-15484-22-6).